# バードランドの夜 Vol.1
『バードランドの夜 Vol.1』（A Night at Birdland Vol. 1）は、ジャズ・ドラム奏者アート・ブレイキーのアルバム（10インチLP）。1954年リリース。レコード番号BLP5037。1956年には収録曲を変更して12インチLP盤（レコード番号BLP1521）がリリースされた。

## 収録曲

### 10インチLP盤

#### A面
1. スプリット・キック - "Split Kick"

#### B面
1. ワンス・イン・ア・ホワイル - "Once In A While"
2. クイックシルヴァー - "Quicksilver"

### 12インチLP盤

#### A面
1. スプリット・キック - "Split Kick"
2. ワンス・イン・ア・ホワイル - "Once In A While"
3. クイックシルヴァー - "Quicksilver"

#### B面
1. チュニジアの夜 - "A Night In Tunisia"
2. メイリー - "Mayreh"

## 演奏メンバー
- アート・ブレイキー - ドラムス
- クリフォード・ブラウン - トランペット
- ルー・ドナルドソン - アルトサックス
- カーリー・ラッセル - ベース
- ホレス・シルヴァー - ピアノ